# Município de Ohio (condado de Clermont, Ohio)
O município do Ohio (em inglês: Ohio Township) é um município localizado no condado de Clermont no estado estadounidense de Ohio. No ano de 2010 tinha uma população de 5.192 habitantes e uma densidade populacional de 145,57 pessoas por km².

## Geografia
O município do Ohio encontra-se localizado nas coordenadas 38° 58′ 04″ N, 84° 15′ 11″ O. Segundo a Departamento do Censo dos Estados Unidos, o município tem uma superfície total de 35.67 km², da qual 34.79 km² correspondem a terra firme e (2.46%) 0.88 km² é água.

## Demografia
Segundo o censo de 2010, tinha 5.192 habitantes residindo no município do Ohio. A densidade populacional era de 145,57 hab./km². Dos 5.192 habitantes, o município do Ohio estava composto pelo 96.4% brancos, o 1.06% eram afroamericanos, o 0.29% eram amerindios, o 0.39% eram asiáticos, o 0.1% eram insulares do Pacífico, o 0.58% eram de outras raças e o 1.19% pertenciam a dois ou mais raças. Do total da população o 1.41% eram hispanos ou latinos de qualquer raça.